# グッドナイト・サイゴン〜英雄達の鎮魂歌
「グッドナイト・サイゴン〜英雄達の鎮魂歌」（グッドナイト・サイゴン〜えいゆうたちのレクイエム、Goodnight Saigon）は、ベトナム戦争について、ビリー・ジョエルが書いた楽曲で、1982年のアルバム『ナイロン・カーテン』の収録曲として発表された。この歌は、アメリカ海兵隊が置かれた状況や、それに対する態度について歌っており、パリス・アイランド海兵隊新兵訓練所に始まり、ベトナムでの戦闘の様々な局面が歌われる。

## 歌詞と音楽
「グッドナイト・サイゴン」の歌詞は、戦闘の中で結束し、恐怖と闘いながら、生き残る途を見いだそうとする海兵隊員たちについて語っている。海兵隊員である語り手は、「私 (I)」ではなく「我々 (we)」を主語とし、海兵隊員たちがみな一緒に、同じ状況に立ち向かっていることを強調する。ブリッジでジョエルは、暗闇と、それが海兵隊員たちにもたらす恐怖について歌う。続くリフレインでは、複数の歌い手の合唱で、海兵隊員たちが「倒れる時はみんな一緒だ (all go down together)」と歌い、彼らの同志的連帯を強調する。歌詞に織り込まれた戦争のイメージの中には、『PLAYBOY』誌を読んだり、ボブ・ホープを観たり、ドアーズを聴いたり、ハシシをパイプで回したり、イエスに祈ったり、敵（南ベトナム解放民族戦線）や（英雄となった）ジョン・F・ベイカーのことや戦死者たちのことに想いをめぐらせたり、といったことが含まれている。ジョエルは、「戦争についてコメントしたかった訳ではなく、ひとりの人間としての兵士について書こうとした」と述べている。『ローリング・ストーン』誌の評論家スティーヴン・ホールデンは、「歌の内容が明らかになっていくにつれ、ジョエルの「we」は、すべてのアメリカ兵を、生者も死者も問わず、東南アジアで戦ったすべてのアメリカ兵を意味するものとなっていく」と述べている。
この曲は、コオロギの虫の音で始まり、夕方の訪れの雰囲気を感じさせる。続いて、ヘリコプターの音が聞こえ、ベトナム戦争で戦闘や、負傷した兵士の回収に用いられたヘリコプターを想起させる。その後、ジョエルがピアノで音型を弾きだし、その後にようやく歌が始まる。この冒頭の展開は、曲の最後に逆の順序で提示され、再びピアノの音型が提示された後、ヘリコプターの音、コオロギの虫の音が聞こえ、曲が終わる。

## 批評
ホールデンは、この曲について「ポップ・ミュージックにおける究極といえるベトナム戦争へのエピタフ（墓碑銘）」と述べている。彼はまた、ジョエルの声が、19歳の兵士の感情を巧妙に表現する様も賞賛している。しかし、同じく『ローリング・ストーン』誌の批評家であるデイヴ・マーシュは、この曲が「どちら側に立っているのかを明らかにすることを拒んだ」わいせつ (obscenity) と隣り合わせの作品だと評した。オールミュージック (Allmusic) の批評家スティーヴン・トマス・アールワインは、この曲を『ナイロン・カーテン』の1面に収められた組曲の一部として捉え、「何層にも積み上げられた、成功し、成熟したポップ・ミュージックの作品を通して、ジョエルは究極の目的である、成熟した聴き手にふさわしい洗練されたポップ/ロックにへと躙り寄っているのである」と述べた。ミュージシャンであるガース・ブルックスは、「グッドナイト・サイゴン」をお気に入りのビリー・ジョエルの曲としている。音楽プロデューサーのフィル・ラモーンは、この曲の象徴性は、「多くの人々、特にミュージシャンたちの共鳴を呼んでいる」と述べている。
ジョエル自身は、この曲について「あの歌は究極的な反戦歌。隣のやつが死んで行く若者の地獄を歌った」とし、「アメリカでも発表当時はずいぶん政治的立場をはっきりしろと求められたが、音楽家は政治家ではなく、ヒューマニストだ。若者をジャングルに投げ込んで死なせるのは悲劇である、というだけでいいんじゃないか」と語っている。

## その他の録音
「グッドナイト・サイゴン」は、ジョエルのコンサートでは定番曲として演奏されており、ライブ・アルバム『コンツェルト-ライヴ・イン・U.S.S.R.-』、『12ガーデンズ・ライヴ』、『ライヴ・アット・シェイ・スタジアム -ザ・コンサート-. (Live at Shea Stadium: The Concert)』にも収録されている。また、コンピレーション・アルバム『ビリー・ザ・ベスト』、『Souvenir: The Ultimate Collection』、『ビリー・ザ・ヒッツ』、『The Essential Billy Joel』、『Piano Man: The Very Best of Billy Joel』、『My Lives』にも収録されている。
「グッドナイト・サイゴン」の短いバージョンは、2009年5月16日に放送された『サタデー・ナイト・ライブ』の中で、ウィル・フェレルが歌い、バック・ミュージシャンとしてグリーン・デイ、ノーム・マクドナルド、マーヤ・ルドルフ、エイミー・ポーラー、トム・ハンクス、ポール・ラッド、アーティ・ラング、アン・ハサウェイらがカメオ出演した。
「グッドナイト・サイゴン」は、ジョエルの曲をモチーフにしたミュージカル『Movin' Out』でも、登場人物のひとりがベトナムでの戦闘経験の悪夢を見る場面で使われている。
「グッドナイト・サイゴン」は、カントリー・ミュージックのエンターテナーであるガース・ブルックスによってカバーされ、ブルックスが自身に影響を与えた音楽をカバーした2013年リリースのボックス・セット『Blame it All on My Roots』の「クラシック・ロック」編CDに収録された。キャピトル・レコードは、1991年に出たジョーン・バエズのコンピレーション・アルバム『Brothers in Arms』に、バエズが歌った「グッドナイト・サイゴン」を収録した。

## チャート
| チャート（1983年）                          | 最高位 |
| ------------------------------------------- | ------ |
| ベルギー ウルトラトップ（フランデレン地域） | 1      |
| オランダ ネーダラントス・トップ40           | 1      |
| アイルランド Irish Singles Chart            | 19     |
| イギリス 全英シングルチャート               | 29     |
| アメリカ合衆国 Billboard Hot 100            | 56     |

| 先代 「Save Your Love」 Renée and Renato | ウルトラトップ（フランデレン地域）首位 1983年2月26日（2週） | 次代 「ビリー・ジーン」 マイケル・ジャクソン |
| 先代 「恋はあせらず」 フィル・コリンズ   | ネーダラントス・トップ40 1983年1月22日（4週）               | 次代 「Fame」 アイリーン・キャラ             |